# Moisés Fuentes García
Moisés Fuentes García (San Gil, 22 de septiembre de 1974) es un deportista colombiano que compite en natación adaptada. Ganó cuatro medallas en los Juegos Paralímpicos de Verano entre los años 2008 y 2020.

## Palmarés internacional
| Juegos Paralímpicos | Juegos Paralímpicos     | Juegos Paralímpicos | Juegos Paralímpicos |
| Año                 | Lugar                   | Medalla             | Prueba              |
| ------------------- | ----------------------- | ------------------- | ------------------- |
| 2008                | Pekín (China)           | Medalla de bronce   | 100 m braza SB4     |
| 2012                | Londres (Reino Unido)   | Medalla de plata    | 100 m braza SB4     |
| 2016                | Río de Janeiro (Brasil) | Medalla de bronce   | 100 m braza SB4     |
| 2020                | Tokio (Japón)           | Medalla de plata    | 100 m braza SB4     |